# Kyiv Post
Kyiv Post (ukrainska:Ки́їв Пост) är Ukrainas ledande engelskspråkiga dagstidning.

## Historik
Kyiv Post grundades 1995 av amerikanen Jed Sunden, som var dess ägare tills han sålde tidningen till den pakistanskfödde britten Mohammad Zahoor den 28 juli 2009. Zahoor äger också ISTIL Group, som har verksamhet inom bland annat media, telekommunikation samt film- och TV-produktion, och var fram till 2008 ekonomisk engagerad i stålproduktionen i Donetsk.
Zahoor publicerar tidningen genom sitt Public Media-bolag. Tidningen innehåller redaktionellt stoff inom områden som politik, ekonomi och underhållning. Personalen bestå av en grupp av västerländska och ukrainska journalister. Historiskt sett har den redaktionella policyn förespråkat demokrati och marknadsekonomi. Tidningen har även publicerat granskande artiklar såsom täckningen år 2000 av mordet på journalisten Georgij Gongadze, den orangea revolutionen 2004 och om politisk korruption.
Tidningen motto är: Oavhängighet. Gemenskapen. Förtroende.